# Liste von Persönlichkeiten aus Lanzo d’Intelvi
Diese Liste enthält Persönlichkeiten, die in Lanzo d’Intelvi einschließlich der Frazione Scaria geboren sind oder dort ihren Wirkungskreis hatten. Die Liste erhebt keinen Anspruch auf Vollständigkeit.

## Persönlichkeiten

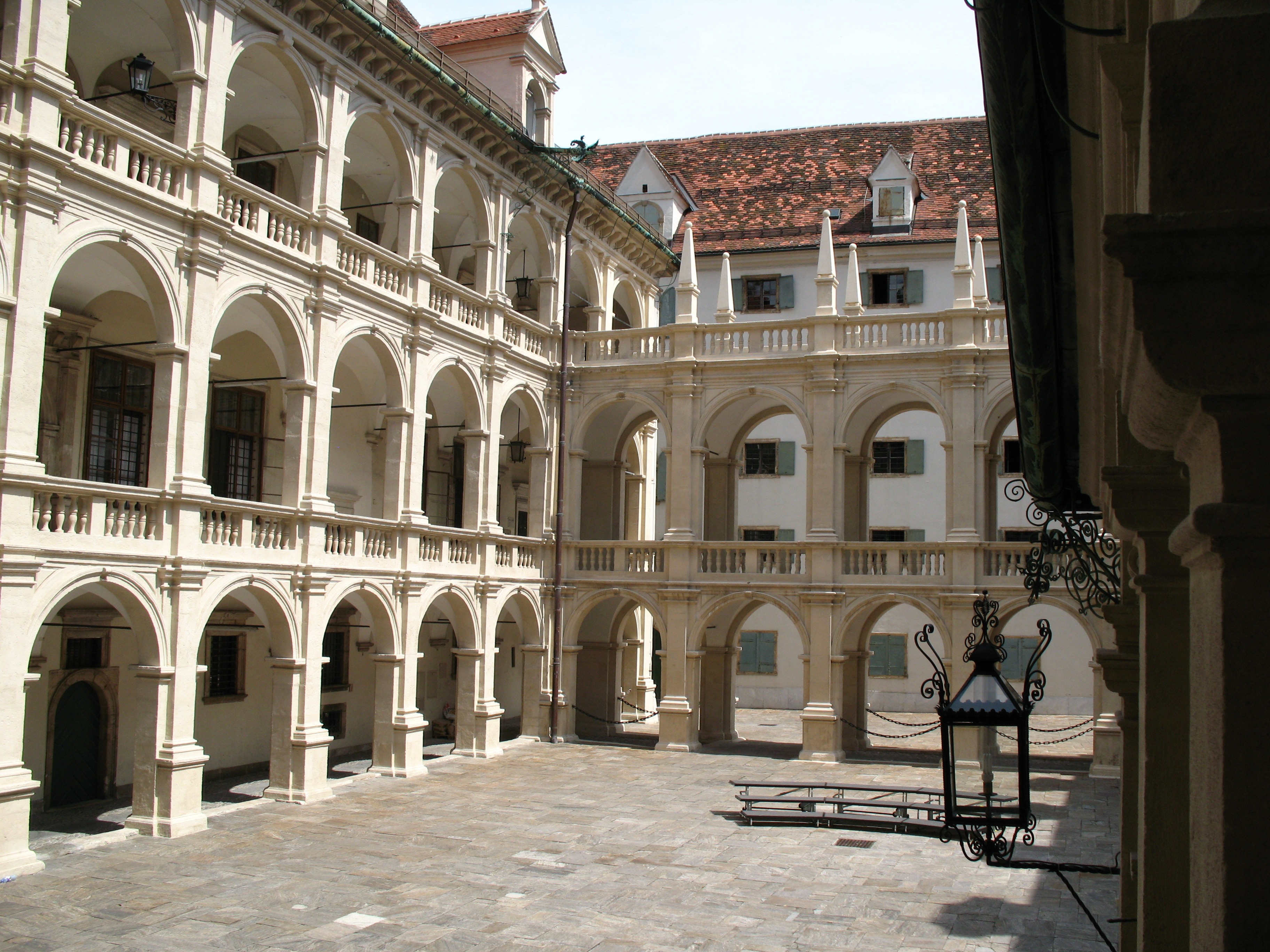
Domenico dell’Allio: Landhaushof, Graz, 1557

- Scaria gilt als Ursprung der Familie Allio, einer weitverzweigten Familie von Baumeistern, Maurermeistern, Steinmetzen, Bildhauern und Stuckateuren, deren Tätigkeit über drei Jahrhunderte, vom 16. bis 19. Jahrhundert, bezeugt ist. Sie arbeiteten besonders im damaligen Österreich und schufen bleibende Werke.
- Giovanni da Lanzo (* um 1440 in Lanzo d’Intelvi; † nach 1486 in Genua ?), ein Bildhauer von dem der Marmorschmuck der Fassade des Paiazzo Doria an Piazza San Matteo herrührt (1486, mit Matteo di Jacopo da Bissone).[1]
- Bono da Lanzo (* um 1445 in Lanzo d’Intelvi; † nach 1490 ebenda), Bildhauer tätig im Dom zu Como unter Luchino Scarabota.[2][3]
- Bartolomeo da Como (* um 1470 in Scaria; † nach 1509 in Lucca ?), Bildhauer tätig in Venedig und in der Certosa di Farneta.[4]
- Domenico Frisoni (* um 1500 in Lanzo d’Intelvi; † nach 1542 in Genua), Bildhauer.[5]

- Familie (de) Novo 
  - Pietro Maria Novo (* um 1520 in Lanzo d’Intelvi; † nach 1560 ebenda ?), Bildhauer an der Kirche San Matteo in Genua[6]
  - Bernardino di Novo (* um 1530 in Lanzo d’Intelvi; † nach 1590 ebenda ?), Sohn von Matteo, Baumeister in Genua schuf in Zusammenarbeit mit Taddeo Carlone und Giovan Giacomo Paracca von Valsolda
  - Jacopo Novi (* um 1560 in Lanzo d’Intelvi; † nach 1588 ebenda ?), Bildhauer an der Pfarrkirche San Siro in Lanzo d’Intelvi[7]
  - Antonio de Novo (* um 1580 in Lanzo d’Intelvi; † nach 1618 ebenda ?), Baumeister in Genua[8]
  - Giovan Pietro de Novo (* um 1580 in Lanzo d’Intelvi; † nach 1618 ebenda ?), Baumeister in Genua[9]
  - Girolamo Novi (* um 1585 in Lanzo d’Intelvi; † nach 1624 ebenda ?), Bildhauer am Petersdom und am Palazzo della Pilotta in Parma[10]
  - Giovanni Battista Novo (* um 1650 in Lanzo d’Intelvi; † nach 1624 ebenda ?), Baumeister am Palazzo della Porta in Udine[11]
  - Vittorio Novi (* 1866 in Lanzo d’Intelvi; † 1955 ebenda), Bildhauer, der um 1914 den Marmorschmuck für die neue Mahaiudthit Bridge in Bangkok schuf, welcher der Trauer um den Tod des Königs Chulalongkorn im Jahr 1910 Ausdruck gibt[12] Novi war auch an der Erbauung der Ananta Samakhom Thronhalle in Bangkok beteiligt.
  - Angelo Novi (1930–1997), italienischer Fotograf.

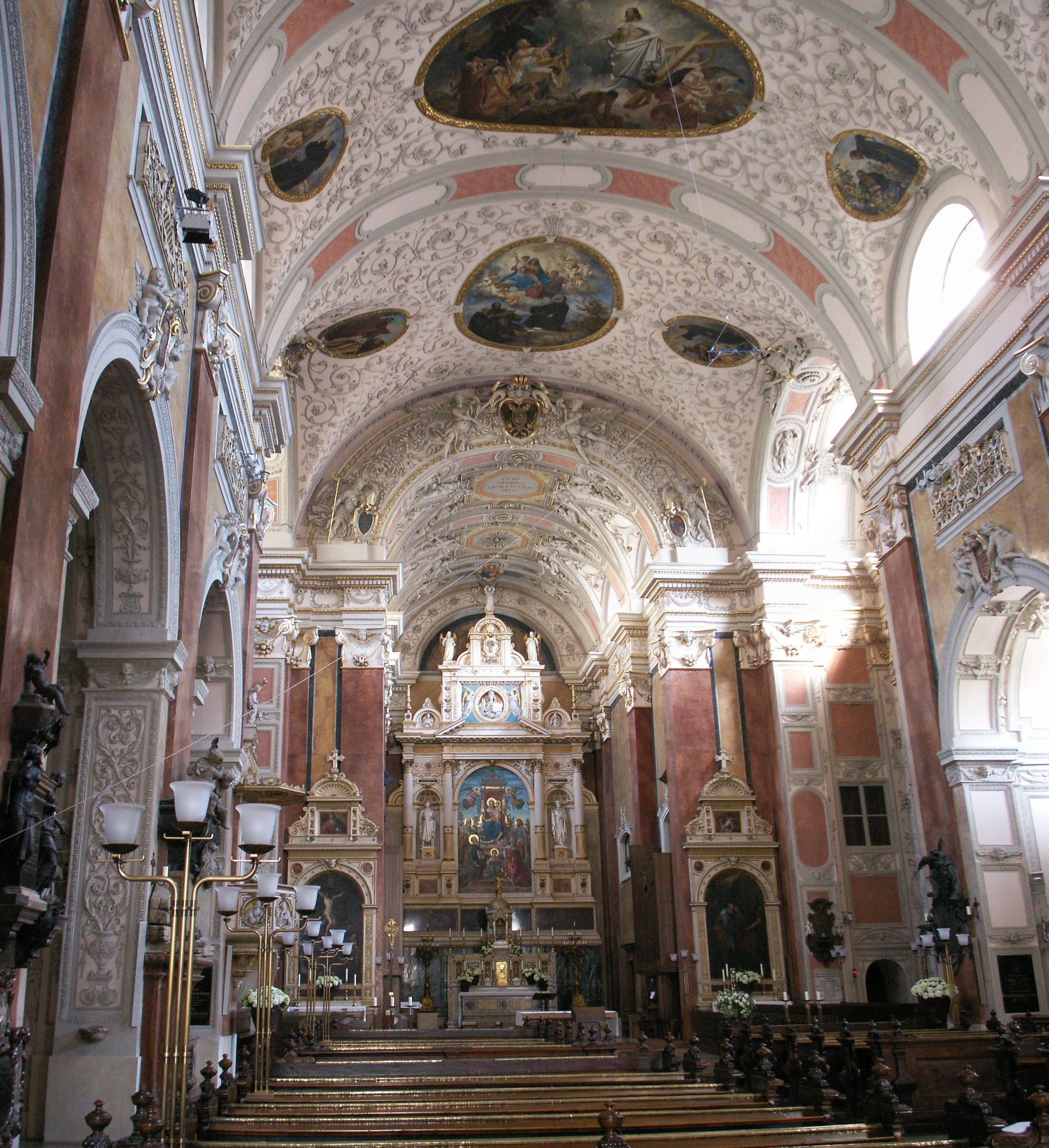
Andrea Allio der Ältere: Die Schottenkirche Wien, 1638

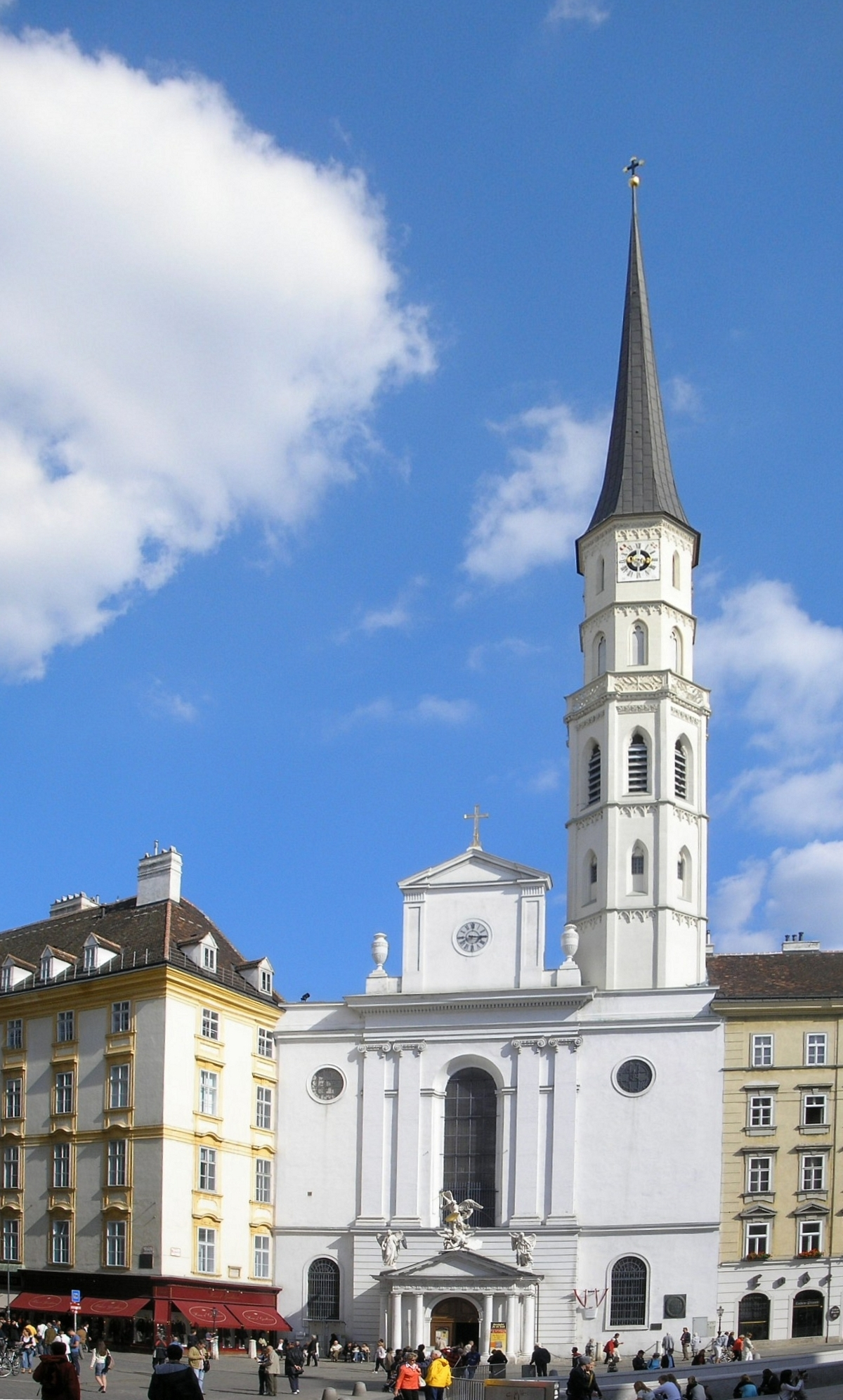
Andrea Allio der Jüngere: Die Michaelerkirche, Wien 1626

- Künstlerfamilie Garove Allio (Delai) [13]
  - Martino Allio (* um 1475 in Scaria; † nach 1520 ebenda ?), Maurermeister in Bad Radkersburg tätig.[14], (abgerufen am 8. Dezember 2016).[13][15]
  - Domenico dell’Allio (* um 1515–1563), Sohn des Martino, Architekt in Österreich bautet das Grazer Landhaus (16. Jahrhundert).
  - Gianmaria Allio (* um 1505 in Scaria; † nach 1551 in Ptuj ?), Sohn des Domenico, Baumeister in Klagenfurt, Radkersburg und in Pettau.[16][17]
  - Andrea Allio (* um 1515 in Scaria; † nach 1583 in Marburg ?), Bruder des Gianmaria, Baumeister in Rann und Architekt in Klagenfurt[18][19]
  - Antonio dell’Alio (* um 1530 in Scaria; † nach 1582 in Klagenfurt), Baumeister[20]
  - Girolamo Garvo Allio (* 1550 in Scaria; † 1608 in Rom), Sohn von Simone Garvo († vor 1583) und Simona Allio, Architekt, Ingenieur[21], abgerufen am 31. Januar 2016.
  - Wolfgang Allio (* um 1550 in Scaria; † nach 1580 ebenda ?), Maurermeister in Klagenfurt[22]
  - Luca Allio (Delai) (* um 1555 in Scaria ?; † nach 1600 in Eppan ?), Maurermeister, Architekt[23][13]
  - Giovanni Battista Allio (* um 1555 in Scaria; † nach 15. Dezember 1689 in Prag), Baumeister, Polier.[24]
  - Domenico Allio genannt il Bogno (* um 1565 in Scaria; † nach 1599 ebenda ?), Baumeister in Genua[25]
  - Andrea Allio der Ältere (um 1575–nach 1652), italienischer Barock-Baumeister in Wien. Er erbaute mit Andrea Allio der Jüngere und Silvestro Carloni die Schottenkirche (Wien) nach dem Einsturz eines Turms im Jahre 1638.
  - Antonio Allio (* um 1580 in Scaria; † nach 1613 ebenda ?), Sohn des Luca, Architekt. Er arbeitete mit Giovanni Maria Galli aus San Fedele Intelvi[13]
  - Giovanni Maria Allio (* um 1590 in Scaria; † um 1629 in Kärnten ?), Baumeister. Er arbeitete in Klagenfurt[13][26]
  - Andrea Allio der Jüngere (um 1595–zwischen dem 1. und 10. Januar 1645), ein Barock-Baumeister in Wien im 17. Jahrhundert. Er erbaute mit Andrea Allio der Ältere und Silvestro Carloni die Schottenkirche (Wien) nach dem Einsturz eines Turms im Jahre 1638.[13]
  - Simone Allio (* um 1600 in Scaria; † nach 1635 in Wien ?), Stuckateur in Stift St. Florian, Stift Kremsmünster, und in Wien zusammen mit Pietro Castelli aus Bissone.[13]
  - Matteo Garvo Allio (* um 1610 in Scaria; † 25. Februar 1670 in Vicenza), Sohn des Giovanni Domenico, Bildhauer, Architekt in Padua[27][13][28], (abgerufen am: 31. Januar 2016).
  - Carlo Garove Allio (* 1617 in Mailand; † 1663 ebenda), aus Scaria, Holzbildhauer; er schuf 1640–1645 in dem Kloster Chiaravalle Milanese bei Mailand: Chorgestühl. In der Kirche San Lorenzo Maggiore in Mailand schuf er einen Schrein aus Silber und Kristall mit den Reliquien des Heiligen Aquilin aus Würzburg, der um 1018 in Mailand erdolcht wurde. Ferner schuf er Holzskulpturen in der Kirche Santa Maria presso San Celso in Mailand.[13]
  - Tommaso Garvo Allio oder Garona (* um 1620 in Scaria; † 18. September 1667 in Padua oder Vicenza ?), Sohn des Giovanni Domenico, (Bruder von Matteo), Bildhauer. Nach der Ausbildung in der Werkstatt von Tommaso Orsolino (1587–1675) aus Ramponio Verna in Genua arbeitete er meist mit seinem Bruder Tommaso in Padua und Vicenza. Bekannt wurde er mit seinen eleganten, lang gestreckten Figuren. Basilika des Heiligen Antonius in Padua, Altare delle Anime: die Brüder schufen 1648 die Skulpturen und fügten 1663–1664 die Statuen der Religione und Carità hinzu. 1665–1670 Kirche San Francesco in Padua: sieben Engel am Sakramentsaltar. Gemäß dem Projekt der Universität Innsbruck Artisti italiani in Austria könnte er der Autor einiger Figuren in Salzburg sein: am Giebel des Doms die Statuen von Christus als Erlöser, Moses und Elias, sowie der vier Evangelisten auf der Balustrade in der Fassadenmitte, 1656–1661. Auch der Residenzbrunnen wird Tommaso Garona zugeschrieben. Es kann gut sein, dass er auf Empfehlung des Architekten der Salzburger Erzbischöfe, Giovanni Antonio Dario aus Pellio Intelvi[29][30][31], abgerufen am 31. Januar 2016.
  - Giovanni Battista Allio (* um 1625 in Scaria; † nach 1687 in Prag), Bildhauer 29. März 1667 erhält das Altstädter-Bürgerrecht.[32]
  - Giacomo Delai il Giovane (* 1. November 1630 in Scaria; † 12. November 1675 in Bozen), Sohn des Giacomo Delai il Vecchio, Baumeister, Vater von Pietro Delai und Andrea Delai[33]
  - Pietro Allio (* um 1630 in Scaria; † um 1692 ebenda ?), Stuckateur in Polen[13]
  - Carlo Delai (* um 1633 In Scaria; † nach 1705 in Riffian ?), Sohn des Paolo Delai il Vecchio, Baumeister, wahrscheinlich Bruder von Francesco Delai[34]
  - Pietro Delai oder d’Allio (um 1645–1695), Sohn des Giacomo il Giovane, ein italienischer Baumeister der Barockzeit, der in Bozen und Sterzing tätig war[13][35]
  - Andrea Delai (um 1648–nach 1698), Sohn des Giacomo il Giovane, Baumeister und Architekt der Barockzeit, der in Bozen lebte und in Terlan tätig war.
  - Simone Delai (* um 1640 in Scaria; † nach 1695 in Brixen ?), Stuckateur, Maurer[36]
  - Giacomo Allio (* um 1640 in Scaria; † nach 1680 in Kremsmünster ?), Stuckateur mit Paolo Allio im Stift Kremsmünster, Österreich. Dort auch Girolamo Alfieri (1654–1740) und Giovanni Battista Barberini.[13]
  - Domenico Allio genannt il Gobbo (* um 1680 in Vicenza; † nach 1714 ebenda) (Herkunftsort Scaria), Bildhauer und Maler[37]
  - Giovanni Battista Delai il Giovane (* um 1650 in Scaria; † 14. August 1710 in Bozen), Baumeister, Sohn von Paolo Delai il Giovane[38]
  - Martino Allio genannt von Löwenthal (* 1654 in Scaria; † 1701 in Prag), Architekt, Hofbaumeister. Seit 1678 in Tschechien tätig, 1683–1694 Neubau der Benediktinerabtei Broumov in Mähren.[39][40], abgerufen am 31. Januar 2016[13]
  - Paolo d’Allio (um 1655–1729), Stuckateur der hauptsächlich in Bayern und Österreich wirkte.
  - Giovanni Battista Allio (* 1665 in Scaria; † nach 1740 in Broumov ?), Architekt. Er schuf zusammen mit Martino Allio 1683–1694 am Neubau der Benediktinerabtei Broumov.[13]
  - Giuseppe Carlo Delai (* um 1670 in Scaria; † nach 1737 in Brixen ?), Sohn von Andrea Delai, Baumeister und Stadtarchitekt von Bozen[41]
  - Donato Felice d’Allio (1677–1761), italienisch-österreichischer Architekt des Barock in Wien.
  - Francesco Delai (* 1630 in Scaria: † 5. August 1678 in Bozen), Baumeister tätig in der Pfarrkirche in Riffian, Lana, Meran und Bozen[42]
  - Sebastiano Allio (* um 1685 in Scaria; † nach 1720 in Kloster Niederaltaich ?), Stuckateur im Benediktinerkloster in Niederalteich, zusammen mit seinem Bruder Giovanni Battista Allio.[13]
  - Giovanni Battista de Allio (* 1690 in Scaria; † 1753 ebenda ?), Sohn von Paolo, Stuckateur[43][44][13]
  - Pietro Battista Allio (* 1693 in Scaria; † 1756 ebenda), Sohn des Giovanni Battista, Marmorierer. Er arbeitete im Schloß Hubertusburg; ab 1740 Hofmarmorierer in Dresden: Altäre, Balustraden usw. in der Hofkirche.[13]
  - Paolo Bernardo Allio (* 1697 in Scaria; † 1756 in Schloss Hubertusburg), Sohn des Giovanni Battista, Marmorierer. Er schuf 1724 in Dresden; Schloß Hubertusburg in Sachsen.[45][13]
  - Giuseppe Allio (* um 1750 in Scaria; † nah 1791 in Wien), Baumeister[46]

- Die Carlone (Künstlerfamilie) , der ebenfalls viele Baumeister, Maler und Handwerker angehörten, kam aus Fraktion Scaria, Stammbaum[47][48][49][50]
  - Giacomo Carlone (* um 1510 in Scaria; † nach 1566 in Genua), Sohn des Pietro, ein Italienischer Bildhauer und Architekt[51][52]
  - Pietro Carlone (* um 1540 in Scaria; † nach 1593 in Genua), Sohn von Giacomo, Bildhauer und Marmorhändler[53]
  - Sebastian Carlone der Ältere (* vor 1560 in Scaria; † nach 1614 in Graz ?), Baumeister, Bildhauer, Stuckateur tätig in der Steiermark[54][55][50]

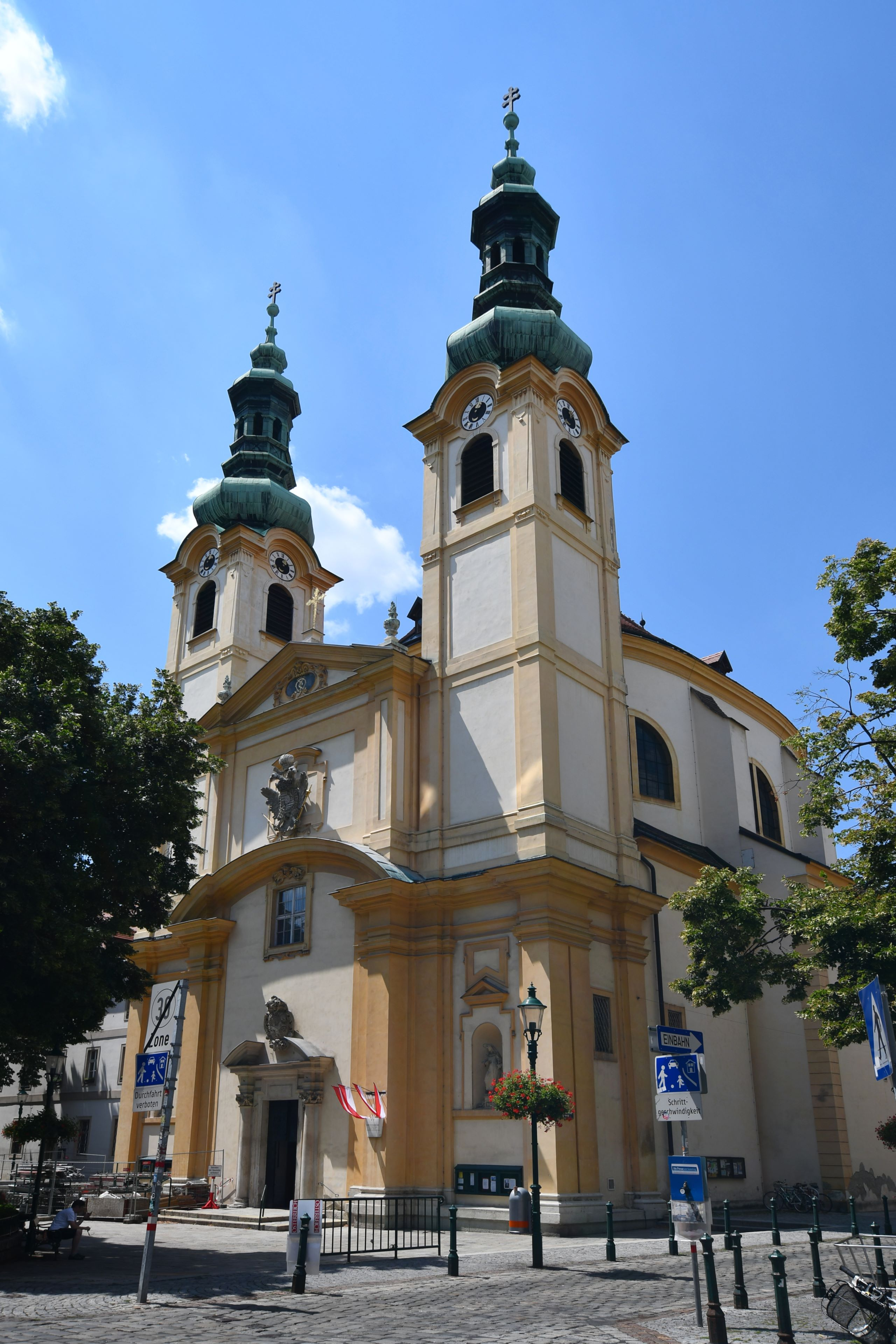
Carlo Martino Carlone: Die Servitenkirche, Wien (1651)

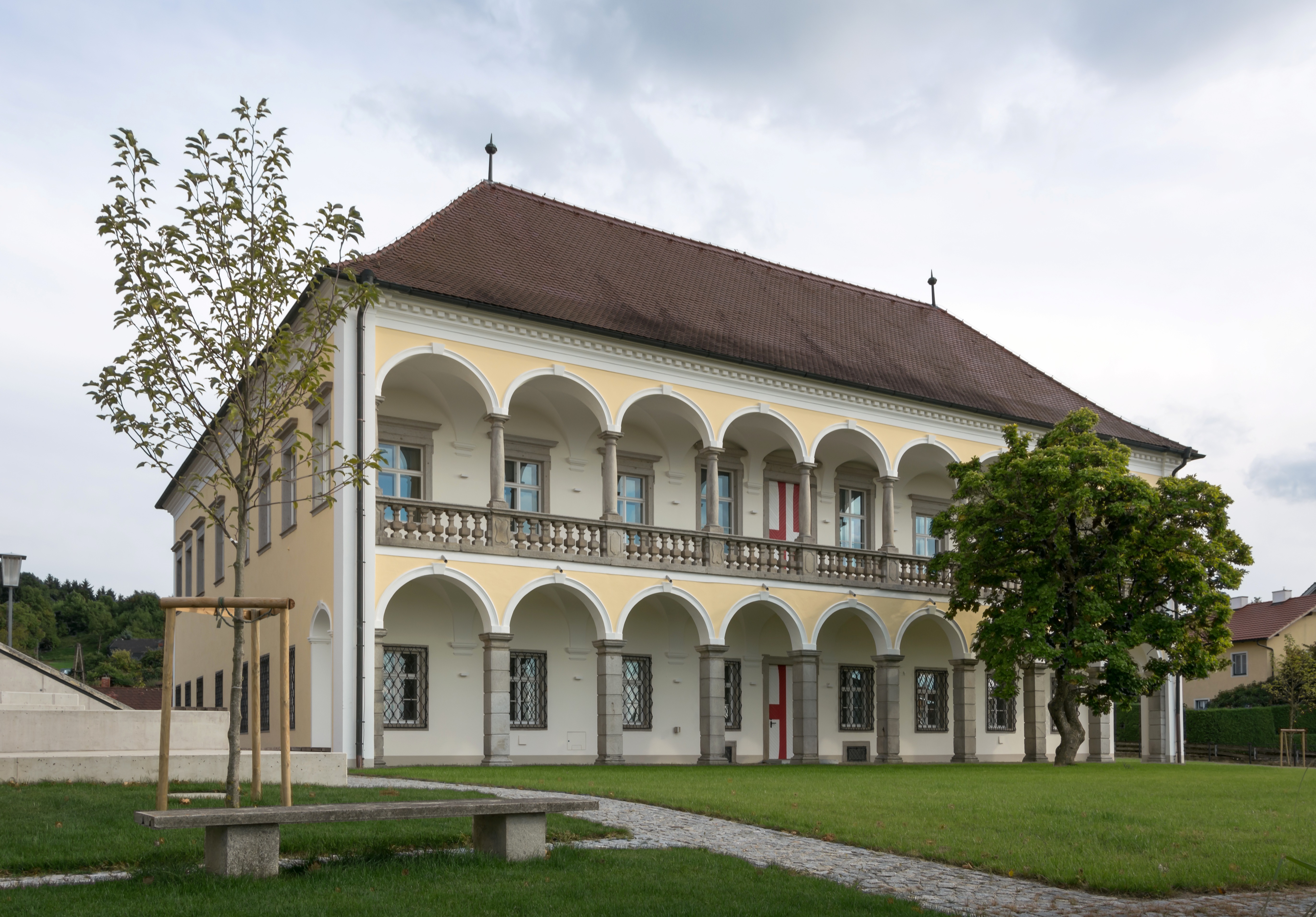
Carlo Antonio Carlone: Ansfelden Pfarrhof Nordseite, 1689–1707

- - Antonio Carlone (* um 1560 in Scaria; † nach 1598 in Bozen ?), Baumeister[56][57]
  - Peter Carlone (1567–1628), ein Österreichischer Baumeister im Raum Leoben an der Mur in der Obersteiermark.
  - Battista Carloni (* um 1570 in Scaria † nach 1607 in Genua), Sohn von Pietro und Bruder von Andrea, Bildhauer und Kauffmann in Genua[58]
  - Andrea Carloni (* um 1575 in Scaria; † nach 1625 in Genua), Sohn von Pietro, Bildhauer und Marmohändler in Genua und Portovenere[59]
  - Francesco Carlone (* um 1575 in Scaria; † nach 1628 in Genua), Sohn von Pietro, Bildhauer und Marmorhändler[60]
  - Bartolomeo Carloni (* um 1575 in Scaria; † nach 1634 in Genua), Bildhauer und Marmorhändler[61]
  - Giacomo Carloni (* um 1590 in Scaria; † nach 1644 in Genua), Sohn von Andrea, Bildhauer und Marmorhändler in Genua[62]
  - Giovanni Battista Carloni (um 1580–nach 1645), Architekt, 1634–1645 Umbau der Stiftskirche Klosterneuburg bei Wien im barocken Stil, zusammen mit seinen Landsleuten Andrea Retti aus Laino und Giacomo Spazzi aus Lanzo d’Intelvi.
  - Pietro Francesco Carlone (vor 1607–1680), Sohn des Pietro, Baumeister in Leoben, Sankt Georgen am Längsee, Sankt Katharein an der Laming, Seckau, Gurk (Kärnten), Schlierbach (Oberösterreich), Garsten, Linz und Passau.

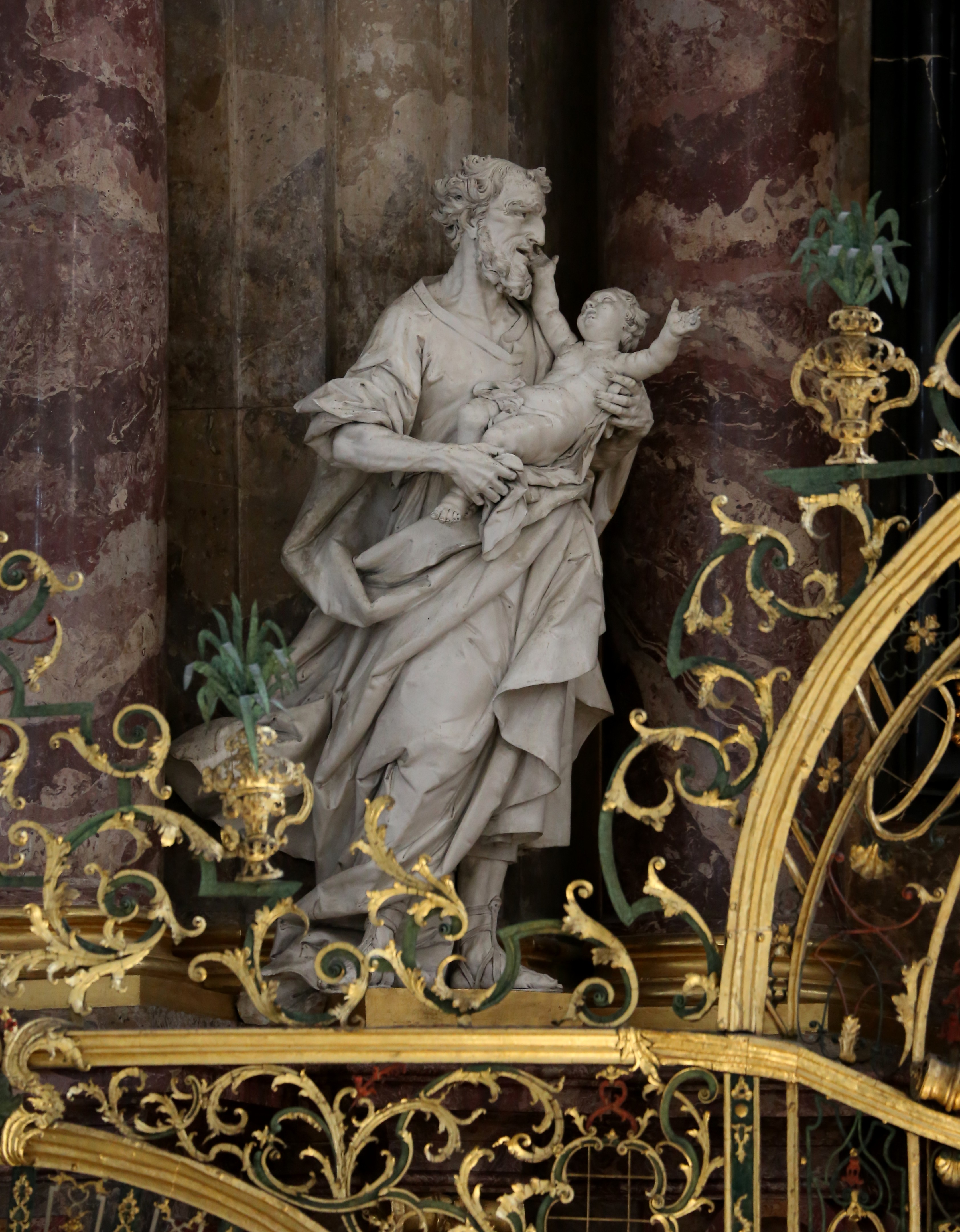
Diego Francesco Carlone: Figur am Hochaltar, Basilika Sankt Martin, Weingarten

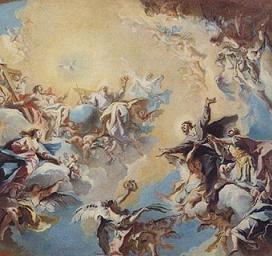
Carlo Innocenzo Carlone: Die Himmelfahrt der Heiligen Felix und Adauctus, Freskoentwurf für die Pfarrkirche von San Felice del Benaco

- - Silvestro Carlone (1610–1671), Sohn des Luca, Maurermeister, Stadtbaumeister (Schottenkirche (Wien)). Er erbaute mit Andrea Allio der Ältere und Silvestro Carloni die Schottenkirche nach dem Einsturz eines Turms im Jahre 1638.
  - Domenico Carlone (um 1615–1679), Sohn des Luca Carloni, ein Italienischer Baumeister und Stuckateur
  - Carlo Martino Carlone (1616–1667), Baumeister und Architekt in Wien
  - Francesco Carlone (* um 1620 in Scaria; † nach 1680 in Passau ?), Baumeister im Schloss Sinzendorf in Neuburg am Inn (1676) und im Kloster St. Nikola in Passau.[63][64]
  - Giovanni Carloni (* um 1630 in Scaria; † nach 1686 in Schlierbach ?), ein Italienischer Maler[65]
  - Johann Baptist Carlone (* 21. Januar 1626 in Graz; † vor 31. März 1687 (?) in Ehrenhausen (Steiermark) ?), Sohn von Arcangelo, Steinhauer[66]
  - Joachim Carlone (* um 1630 in Scaria; † nach 1709 in Graz ?), ein Italienischer Baumeister[67]
  - Sebastian Carlone (der Jüngere) (* um 1630 in Scaria?; † nach 1686 in Wien ?), Architekt in Wien (Mariahilfer Kirche)
  - Carlo Antonio Carlone (um 1635–1708), Sohn des Pietro Francesco, Architekt in Stift St. Nikola in Passau
  - Andrea (Giovanni Andrea) Carlone (* 1639 in Scaria; † 1697 ebenda ?), Bildhauer in Genua[68]
  - Giuseppe Carlone (* um 1645 in Scaria; † nach 1696 ebenda ?), Baumeister in der Stadtpfarrkirche Rohrbach im Rohrbach in Oberösterreich[69]
  - Giovanni Battista Carloni (1642–1721), Sohn des Pietro Francesco, Vater von Diego und Carlo Innocenzo, Stuckateur und Bildhauer in Garsten und Passau.
  - Bartolomeo Carlone (* 1650 in Scaria; † 1724 in Innsbruck ?), Bruder des Carlo Antonio, Stuckateur[70][71][72][73][50][74]
  - Diego Francesco Carlone (1674–1750), Sohn des Giovanni Battista, ein Italienischer Stuckarbeiter und Bildhauer in der Schweiz (Einsiedeln), im Österreich und Deutschland
  - Josef Carlone (vor 1678–vor 1739), Sohn von Joachim, Baumeister, Maurermeister in Freiland bei Deutschlandsberg
  - Domenico Antonio Carlone (* 1680 in Scaria; † 26. August 1728 in Linz), Sohn von Domenico ?, Stuckateur[75][76][50][77]
  - Carlo Carlone (Carlo Innocenzo Carloni) (1686–1775), ein Italienischer Maler, Zeichner, Freskant tätig in der Schweiz, Österreich, Deutschland und Tschechoslowakei
  - Silvester Carlone (* 1708 in Scaria; † nach 1750 in Prag ?), Baumeister in Prag (Kloster Strahow), in Milevsko.
  - Marco Carlone (* 1742 in Rom; † 1796 ebenda) (Herkunftsort Scaria), ein italienischer Maler und Stecher[78]

- Die Gemeinde ist Herkunftsort der  Familie Spazio , die ebenso wie die Familie Allio als Architekten und Baumeister in Österreich, Böhmen, Tschechien und Polen tätig war[79][80][81]
  - Lorenzo Spazzi (* um 1360 in Lanzo d’Intelvi; † nach 1402 in Como), Architekt und Ingenieur. Er leitete 1391 die Bauhütte des Doms zu Mailand und von 1396 bis 1402 die Bauhütte des Doms von Como.[80][82]
  - Jakob Spazio (* um 1480 in Lanzo d’Intelvi; † vor 3. Juli 1533 in Wien), Baumeister und Architekt in Wien[83]
  - Lucio di Spazzi (um 1490–um 1550), Architektin in Innsbruck.
  - Giovanni Spazio (* um 1500 in Lanzo d’Intelvi; † um 1560 in Prag), Architekt. 1538 begann er zusammen mit Paolo Stella aus Melano den Bau des Lustschlosses der Königin Anna (Belvedere) bei der Prager Burg. Bis zur Fertigstellung im Jahre 1560 arbeiteten dort auch Giovanni Maria Aostalli aus Pambio und Giovanni Maria Spezzacasa aus Arogno.[80]
  - Bernardo Spazio (* um 1510 in Lanzo d’Intelvi; † nach 1564 ebenda), Architekt. Arbeitete in Genua, wo er den Palazzo Domenico Grillo und den Palazzo Pantaleo Spinola erbaute, dieser nach seinem Tod von Pietro Orsolino aus Ramponio fertiggestellt wurde.[80][84][85]
  - Antonio Spazio (* um 1510 in Lanzo d’Intelvi; † vor dem 9. September 1553 in Wiener Neustadt), Baumeister, Fortifikationsbaumeister[86][87]
  - Markus Spacio (* um 1550 in Lanzo d’Intelvi; † um 1610 in Frýdlant v Čechách im Okres Liberec, Tschechien), auch Spatz oder Spazio di Lancio, Architekt und Bauunternehmer. 1587–1606 ist er in Görlitz, Sachsen dokumentiert. Er erhielt auch Aufträge in Böhmen: 1579–1588 Bau der dreischiffigen Antoniuskirche in Liberec; 1598–1600 Umbauten an einer Vorburg auf Schloss Friedland und Neubau des unteren Schlosses. 1599–1603 baute er zusammen mit Antonio Spazzi ein neues Rathaus in Frydlant, das jedoch 1892 abgebrochen wurde; 1606 Neubau der herrschaftlichen Mühle in Mildenau.[80][88]
  - Martino Spazio (um 1580–um 1645), Architekt. 1616 Umbau des Kremsmünsterer Stiftshauses in Linz, das 1578–1580 von Cristoforo Canevale erbaut worden war. Um 1640 Umbau des Schlosses Salaberg in ein Renaissanceschloss.[80][89]
  - Giacomo oder Jacopo Spacio (um 1590–1654), Architekt. Zusammen mit den ebenfalls aus Lanzo stammenden Architekten Cipriano Biasino und Antonio Canevale errichtete er 1631–1634 die Dominikanerkirche (Wien) in Wien. Anschließend 1634–1645 Umbau der Stiftskirche Klosterneuburg bei Wien im barocken Stil, zusammen mit seinen Landsleuten Andrea Retti aus Laino und Giovanni Battista Carloni aus Scaria.[80]
  - Antonio Spazio (* um 1600 in Lanzo d’Intelvi; † nach 1630 in Trnava ?), Architekt. Bruder des Pietro. Sie erbauten ab 1629 die Kathedrale des heiligen Johannes des Täufers (Trnava) von Trnava/Tyrnau nordöstlich von Bratislava in der Slowakei.[80]
  - Pietro Spazzio (um 1600–1644), Bruder des Antonio, Arbeitete mit seinem Bruder in der Slowakei. Seine Witwe heiratete Pietro Maino Maderno. Im Testament hinterließ er Geld und einen Entwurf für den Bau einer Loreto-Kapelle, wie sie damals in Tschechien, der Slowakei und Ungarn üblich waren. Sie wurde 1673/74 von Giovanni Pietro Spazzi in Lanzo errichtet.[90] und mit Antonio Spazzi, Architekt der Kathedrale des heiligen Johannes des Täufers (Trnava) in Trnava.[80][91]
  - Giovanni Pietro Spazio (um 1635–1695), Stuckateur. Er wurde vor allem für seine Stuckdecken geschätzt, im Salzburger Dom (Kontrakt vom 12. April 1668, gemäß Österreichische Kunsttopographie, Band IX, Wien 1912), im Stift Sankt Peter (Salzburg) in Salzburg und im Stift Kremsmünster.
  - Giovanni Spazzi (* um 1655 in Lanzo d’Intelvi; † zwischen Juli und August 1726 in Wilanów, Viertel von Warschau), auch Spacio, Stuckateur in Prag, Architekt in Polen[92][93][80]
  - Giovanni Battista Spazio (um 1660–nach 1700), Stuckateur. Johann Baptist Spatz war in Linz ansässig. Er schuf die Stuckaturen im Alten Dom von Linz (früher Jesuitenkirche), der 1669–1678 von Pietro Francesco und Carlo Antonio Carlone erbaut worden war. Zugeschrieben werden ihm auch die Stuckaturen im Sommerhaus des Schlosses Salaberg, um 1700.[80]
  - Antonio Spazio (* um 1690 in Lanzo d’Intelvi; † nach 1730 ebenda), Architekt. Er baute die Pfarrkirche von Torri del Benaco am Ostufer des Gardasees.[80]

- Künstlerfamilie Canevale [94]
  - Baldassarre Canevali (* um 1460 in Lanzo d’Intelvi; † nach 1511 ebenda ?), Bildhauer in Genua mit Michele Pessolo aus Pellio Intelvi, Battista di Cabbio und Cristoforo da Campione d’Italia[95]
  - Tommaso Canevali (* um 1465 in Lanzo d’Intelvi; † nach 1514 ebenda ?), Bildhauer in Genua[96]
  - Antonio Canevale (* um 1525 in Lanzo d’Intelvi; † 1597 ebenda), Steinmetzmeister in der Steiermark. Er arbeitete zusammen mit Pietro Canevale an der Befestigung des Städtchens Bad Radkersburg an der Grenze zu Slowenien.[94][97]
  - Pietro de Lanzio (Canevale) (* um 1525 in Lanzo d’Intelvi; † 1590 in Hartberg), Maurermeister, Baumeister tätig mit Antonio Canevale.[98][94]
  - Cristoforo Canevale (* um 1550 in Lanzo d’Intelvi; † nach 1595 in Prag ?), Architekt. Er baute 1578–1580 den Kremsmünsterer Stiftshauses in Linz.[99]
  - Giovanni Maria Canevale (* um 1560 in Lanzo d’Intelvi; † nach 1618 in Palermo oder Genua ?), Sohn von Battista, Baumeister und Stuckateur[100][101]
  - Giovanni Battista Canevale (* um 1575 in Lanzo d’Intelvi; † nach 1634 in Wien ?), Hofmaler[102]
  - Antonio Canevale (* um 1590 in Lanzo d’Intelvi; † um 1645 in Wien), Architekt. Zusammen mit den ebenfalls aus Lanzo stammenden Architekten Cipriano Biasino und Giacomo Spazzi errichtete er 1631–1634 die Dominikanerkirche (Wien) in Wien.[94]
  - Domenico Canevale (* um 1600 in Lanzo d’Intelvi; † nach 1631 in Prag ?), Stuckateur[103]
  - Carlo Canevale (um 1625–1690), Maurermeister, Baumeister in Wien. Ausbildung vermutlich bei Carlo Martino Carloni. Leitete den Bau der Servitenkirche (Wien) ab 1651.
  - Francesco Canevale (* um 1626 in Lanzo d’Intelvi; † 13. April 1669 in Wien), Bruder des Carlo, Maurermeister in Wien, beim Bau der Servitenkirche.[104][105][94]
  - (Giovanni) Domenico Canevale (* um 1630 in Lanzo d’Intelvi; † vor 8. Juli 1687 in Prag), Architekt, Bürger von Hradčany (Prag)[103][106]
  - Giovanni Giacomo Canevale (* um 1635 in Lanzo d’Intelvi; † nach 1696 in Garsten ?), Steinmetz, Bildhauer, Architekt. 1680–1681 Mitarbeit beim Bau der Stiftskirche in Garsten.[106][107][94]
  - Giacomo Antonio Canevale (* um 1650 in Lanzo d’Intelvi; † nach 1696 in Prag ?), Sohn des (Giovanni) Domenico, Hofmaurermeister[108]
  - Lorenzo Canevale (* 1649 in Lanzo d’Intelvi; † 7. Oktober 1729 in Linz), Stuckateur, Mitarbeiter von Giovanni Pietro Spazzi und Diego Carloni, tätig in Kremsmünster; Landhaus Linz; Stift Lambach; Pfarrkirchen im Mühlkreis.[109][94]
  - Giacomo Canevale (* um 1650 in Lanzo d’Intelvi; † um 1700 in Prag ?), Sohn des Domenico, Baumeister[110]
  - Marcantonio Canevale (* 28. September 1652 in Lanzo d’Intelvi; † 15. Dezember 1711 in Prag), Architekt, Baumeister[111][112][94]
  - Giovanni Antonio Canevale (* um 1690 in Lanzo d’Intelvi; † nach 1722 in Wien ?), Bildhauer, Stuckateur. Er schuf in der Deutschordenskirche (Wien) in Wien 20 Kapitelle, 1720–1721.[113][94]
  - Isidore Canevale Marcello Amandus (1730–1786), Ingenieur und Architekt des Frühklassizismus in Wien[114][94]

- Künstlerfamilie Ceresola [115][116]

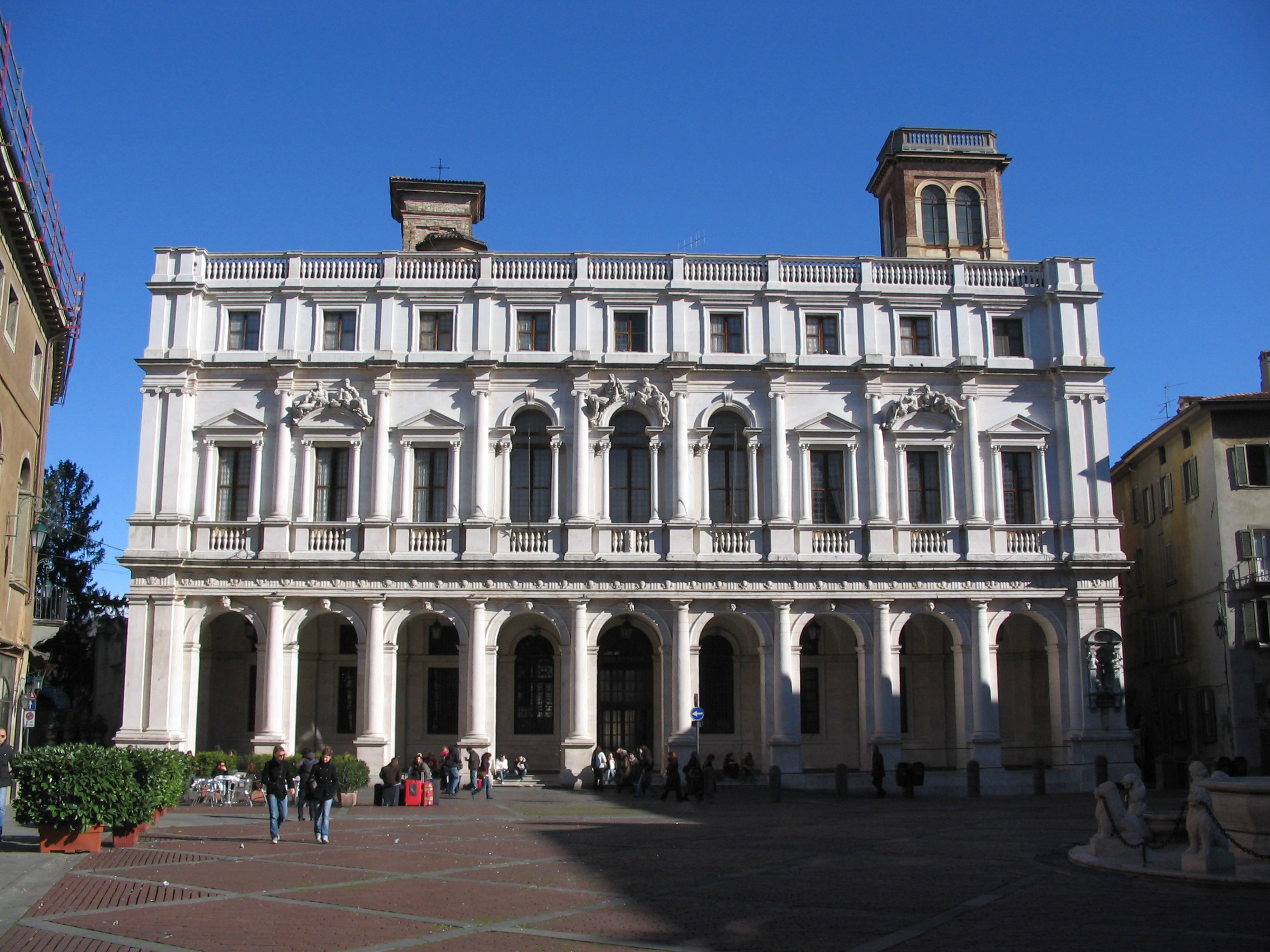
Andrea Ceresola: Palazzo Nuovo, Bergamo 1604

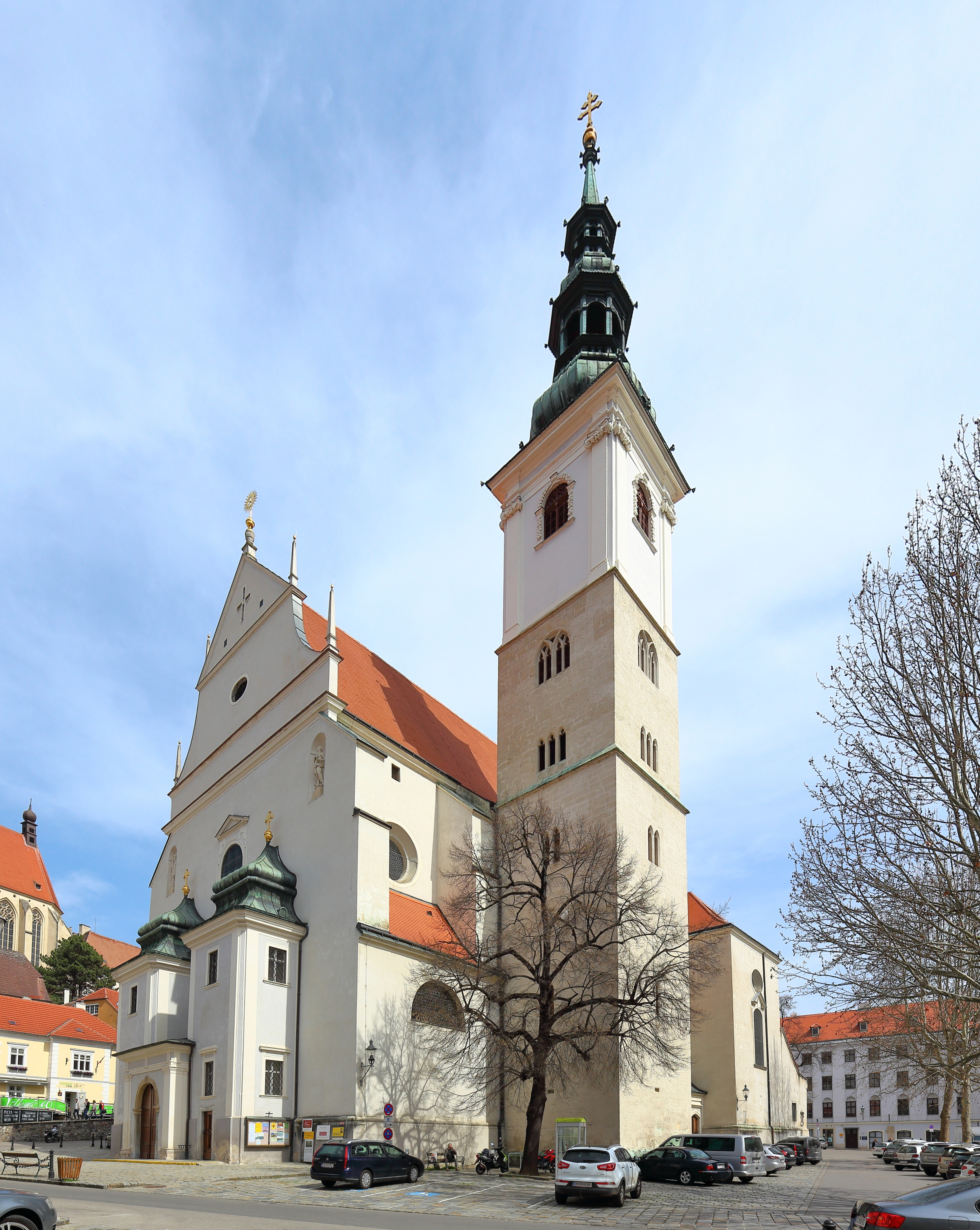
Cypriano Biasino: Pfarrkirche St. Veit, Krems (1616–1630)

  - Andrea Ceresola genannt il Vannone (um 1550–nach 1620), Architekt in Genua und Bergamo. Insbesondere war er für den Bau des Palazzo Ducale (Genua) verantwortlich (ab 1591), der dann 1777 einem Brand zum Opfer fiel und von Simone und Gaetano Cantoni aus Muggio im klassizistischen Stil neu errichtet wurde (1778–1783). Für die wohlhabende Familie Saluzzo entwarf er die Villa Saluzzo Bombrini in Genua.
  - Bernardo Ceresola (* um 1570 in Lanzo d’Intelvi; † nach 1618 ebenda ?), Sohn von Romero, Baumeister in Genua[117]
  - Elia Ceresola (* um 1570 in Lanzo d’Intelvi; † nach 1618 ebenda ?), Sohn von Romero, Baumeister in Genua[118]
  - Francesco Ceresola (* um 1575 in Lanzo d’Intelvi; † nach 1618 ebenda ?), Sohn von Battista, Baumeister in Genua[119]
  - (Giovanni) Bernardo Ceresola (* um 1620 in Lanzo d’Intelvi; † nach 1679 in Wien ?), 1672 Polier in Wien unter dem Architekten Carlo Canevale; 1677 Befestigungsanlagen in Lipótváros, heute V. Budapester Bezirk. 1679 Erweiterungsbau für den Deutschen Orden in der Singerstraße 7, in Wien.[120][116]
  - Venerio Ceresola (* um 1641 in Lanzo d’Intelvi; † 1714 ebenda), Sohn des Giovanni Bernardo, Architekt, Festungsingenieur. Nach der Vertreibung der Türken 1686 aus Ungarn baute er mehrere Festungen aus: Lipótváros, wo schon sein Vater gearbeitet hatte; Érsekújvár (Neuhäusel, heute Nové Zámky in der Slowakei). Ferner die Festungen in Győr, Westungarn; Komárom und Esztergom in Nordungarn; sowie Buda(pest), wo er ab 1686 wohnte. 1690 gründete er dort eine Maurerzunft und eine Maurerschule. 1688–1692 Bau des Rathauses auf dem Dreifaltigkeitsplatz im Burgviertel, das noch existiert. 1700–1703 war Ceresola Senator und Vizebürgermeister von Buda. Nach 1703 kehrte er nach Lanzo zurück.[121][116]

- Cypriano Biasino (1580–1636), Baumeister des Barock, wirkte vor allem in Niederösterreich und der Steiermark. Architekt. Zusammen mit den ebenfalls aus Lanzo stammenden Architekten Antonio Canevale und Giacomo Spazzi errichtete er 1631–1634 die Dominikanerkirche (Wien) in Wien.[122]
- Domenico d’Angeli (1672–1738), Architekt und Baumeister in Passau.